# Akhekh

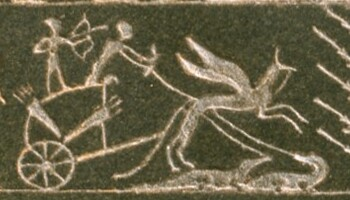
Akhekh som drar en stridsvagn över två krokodiler på Metternichstelen.

Akhekh eller akekhu är en legendarisk varelse eller drake i egyptisk mytologi och konst.
Den är beskriven i grunden som fyrbent med vingar men olika källor varierar i ytterligare element. En beskrivning återger den som en chimär Oryx med fågelvingar och näbb samt med svansen av en orm. Den franska arkeologen Paul Pierret återgav den som ett bevingat lejon likt den europeiska gripen. Den egyptiska mytologin skriver om akhekhun som bosatt i öknen väster om Nilen.
Akhekhun associerades med guden Set, såväl som hans domän av mörker, västra öknen, kaos, och vatten. Mycket som Sets totemiska djur, shan, var akhekhun varken en allierad av guden eller en inkarnation av Set. Den symboliserade kraften och styrkan av pharaon under krigstid. Ramses II jämfördes med akhekhun när denna segrade mot hettiterna och terroriserade dem.
Metternichstelen avbildar en akhekh som drar en stridsvagn över två krokodiler.